# Oberlößnitz
Oberlößnitz, bis 1934 eine selbstständige Landgemeinde, ist heute ein Stadtteil sowie eine Gemarkung von Radebeul im Landkreis Meißen in Sachsen. Der Name Lößnitz leitet sich von Lěsnica, dem slawischen Wort für „Waldbach“ ab. Vermutlich bezeichneten die ursprünglich hier ansässigen Sorben dieses Gebiet nach dem damals wesentlich wasserreicheren Lößnitzbach, der aus der Bergschlucht (Lößnitzgrund) floss, sich dann vor seiner Regulierung in viele kleine Nebenarme verzweigte und schließlich bei Serkowitz in die Elbe mündete. Der Lößnitzgrund trennt die Oberlößnitz im Osten von der Niederlößnitz im Westen. Die Oberlößnitz ist heute hauptsächlich durch den Weinbau der Einzellage Radebeuler Goldener Wagen sowie die villenartige Bebauung geprägt.
Die Gemarkung hatte im Jahr 1900 eine Größe von 146 Hektar.

## Geschichte

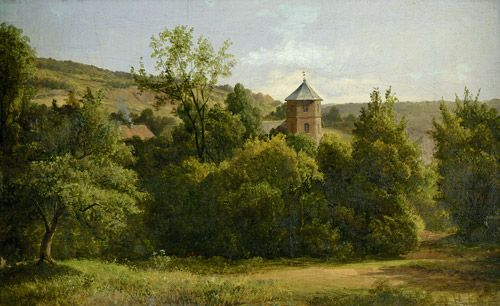
Die Lösnitz Bei Dresden, Ölgemälde, Adolf Hohneck (vor 1879)

Oberlößnitz auf einer Karte von 1896

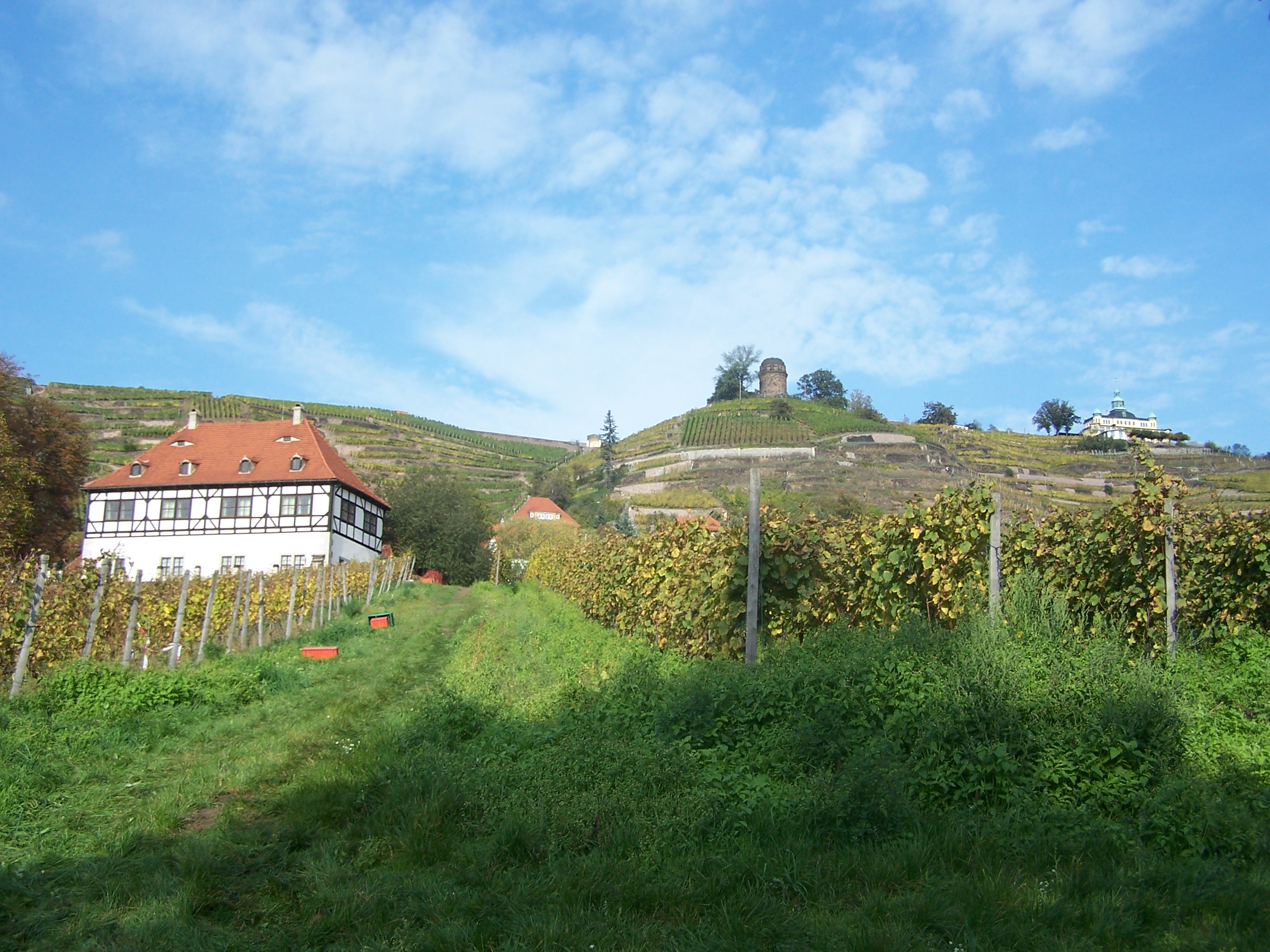
Hoflößnitz mit dem Weinberg Goldener Wagen (links im Hintergrund der Hoflößnitz) sowie Bismarckturm, Spitzhaus und Weinberg Spitzhaus (rechts)

Gefäße und Schmuck mit einem Alter von rund 5.000 Jahren sind die ersten Zeugnisse einer Besiedlung dieser Gegend. Eine nachweisbare Besiedlung der Lößnitz fand etwa im Jahre 600 nach dem Abzug der germanischen Völker im Zuge der Völkerwanderung statt, als sich hier Westslawen von der Stammesgruppe der Wenden niederließen. Das bezeugen Begräbnisstätten sowie sorbische Ausdrücke, Landschafts-, Orts- und Flurnamen (z. B. Lößnitz, Serkowitz, Zitzschewig), die sich bis heute erhalten haben.
Nach dem Sieg Heinrich I. über die slawischen Heere im Jahre 928 wurden die verbliebenen Slawen christianisiert. Trotzdem war die sorbische Sprache bis um 1400 vor Gericht zugelassen.
Vom 10. bis 12. Jahrhundert wurden von den Grundherren, den Markgrafen und Bischöfen, deutsche Bauern aus Main- und Rheinfranken, Thüringen und Niedersachsen hier angesiedelt, wobei die sorbischen Vorbewohner in den neuen deutschen Siedlern aufgegangen sind. Die Markgrafen und Bischöfe förderten den Weinbau, weshalb durch die Bauern viele Hänge gerodet und Weinterrassen angelegt wurden.
Ab Ende des 16. bis Anfang des 19. Jahrhunderts entstanden etliche Herrenhäuser, die den Weinbergsbesitzern als Sommersitz dienten. Die Bevölkerungszahl wuchs in diesen Jahren ständig und mit der Gründung des Communalverbandes der Weinbergsbesitzer der Oberlößnitz  (=Weinbergsverein Oberlößnitz) am 16. November 1831 wurde dann erstmals ein gemeindeähnliches Gebilde geschaffen. Mit der neuen Landgemeindeordnung von 1838 war dieser eigenartige Zustand vorbei und die Oberlößnitz musste mit ihrer Gründung am 6. August 1839 in den Räumen der Gastwirtschaft Walthers Weinberg alle Rechte und Pflichten einer richtigen Gemeinde wahrnehmen. Auf dem Nachbaranwesen, dem Ermelhaus, steht ein Kursächsischer Grenzstein.
Am 1. April 1934 wurde die Oberlößnitz, gemeinsam mit dem benachbarten Wahnsdorf, nach Radebeul eingemeindet.
Seit dem Jahr 2005 findet auf der Spitzhaustreppe der international ausgerichtete Sächsische Mt. Everest Treppenmarathon statt, eine Extremsportveranstaltung, die auf den Seiten der Deutschen Ultramarathon-Vereinigung als der schwerste und größte Extremtreppenlauf der Welt bezeichnet wird.
| Jahr      | 1839    | 1849 | 1871 | 1890  | 1910  | 1919  | 1925  | 1933      |
| Einwohner | ca. 600 | 609  | 688  | 1.181 | 1.871 | 1.975 | 2.186 | ca. 2.300 |

## Weinbau

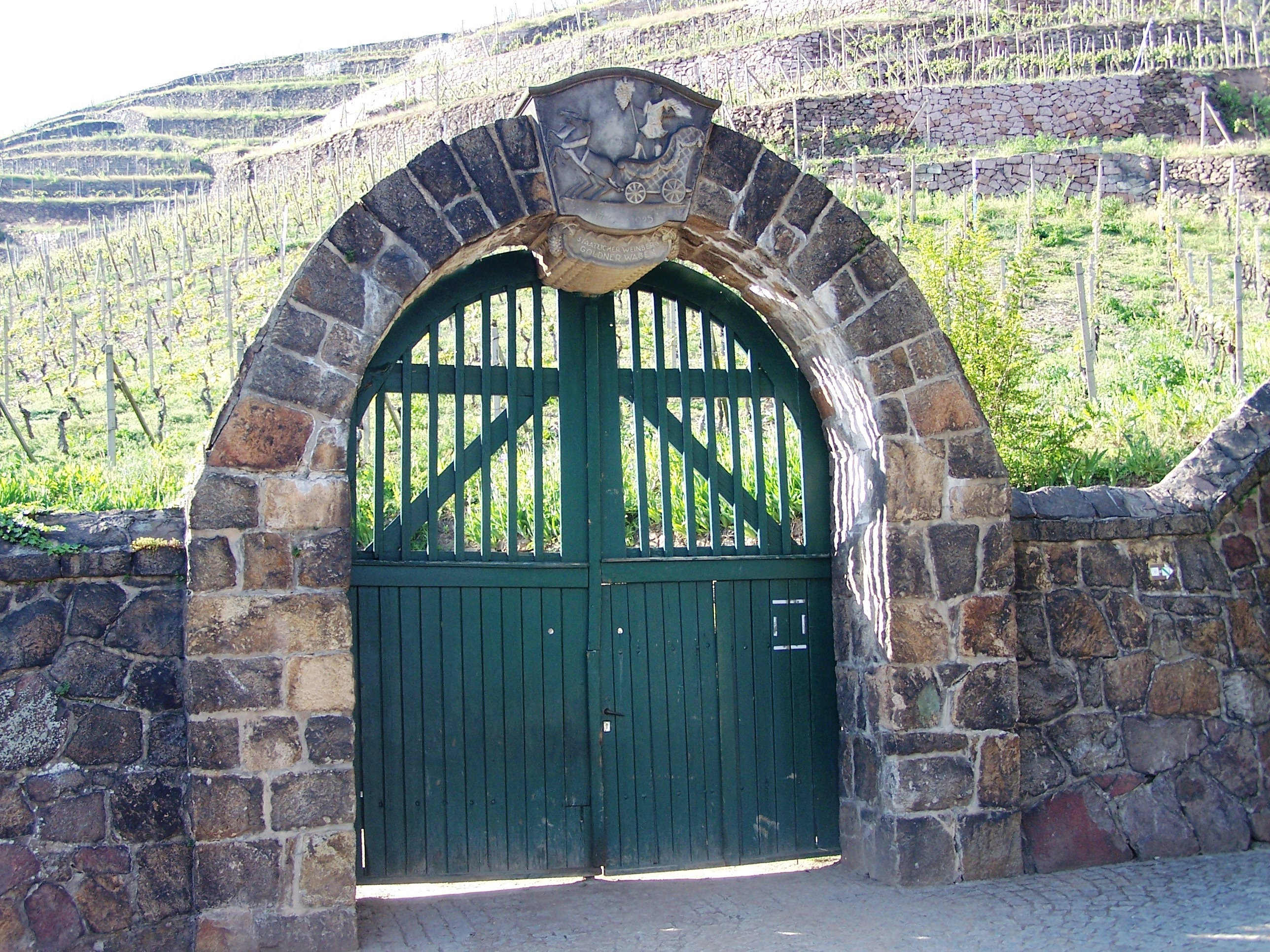
Das Weinbergtor zum Weinberg Goldener Wagen

Siehe auch: Geschichte des Weinbaus in der Lößnitz
Der Sage nach brachte Bischof Benno (1010–1107) im Jahr 1066, als er Bischof von Meißen wurde, den Wein in die Gegend. Ungeklärt ist, ob nicht die Sorben bereits im 5. oder 6. Jahrhundert den Weinstock aus dem Kaukasus in die Region brachten.
Erstmals wurde der Weinbau in der heutigen Lößnitz im Jahr 1271 in einem Schriftstück über die Lieferung von 12 Fudern Wein (1 Fuder Wein entspricht rund 808 Litern) an das Kloster Sitzenroda erwähnt, die Dietrich von Zlauschwitz aus der nördlich des Angers von Kötzschenbroda liegenden Flur des Kötzschbergischen Weingebirges lieferte. 1286 findet sich die erste schriftliche Erwähnung des Begriffs Lößnitz selbst in einer Lehnsurkunde des Meißner Bischofs (Withego von Furra), als er den oberhalb von Haus Reinhardtsberg gelegenen Weinberg Lezenitzberg dem Dresdner Maternihospital lehnte.
Im Jahre 1840 findet in der Oberlößnitz zum ersten Mal das Winzerfest der Sächsischen Weinbaugesellschaft statt. Rückschläge brachte die Reblaus, die am 19. August 1887 erstmals in der Oberlößnitz festgestellt wurde, und der Weinbau verlor immer mehr an Bedeutung. Anfang des 20. Jahrhunderts erfolgte dann an vielen Hängen eine Neuaufrebung mit reblausresistenten Weinstöcken.
Heute werden Müller-Thurgau, Riesling, Traminer, Weißburgunder, Ruländer, Spätburgunder, Regent und Dornfelder angebaut.

## Kulturdenkmale

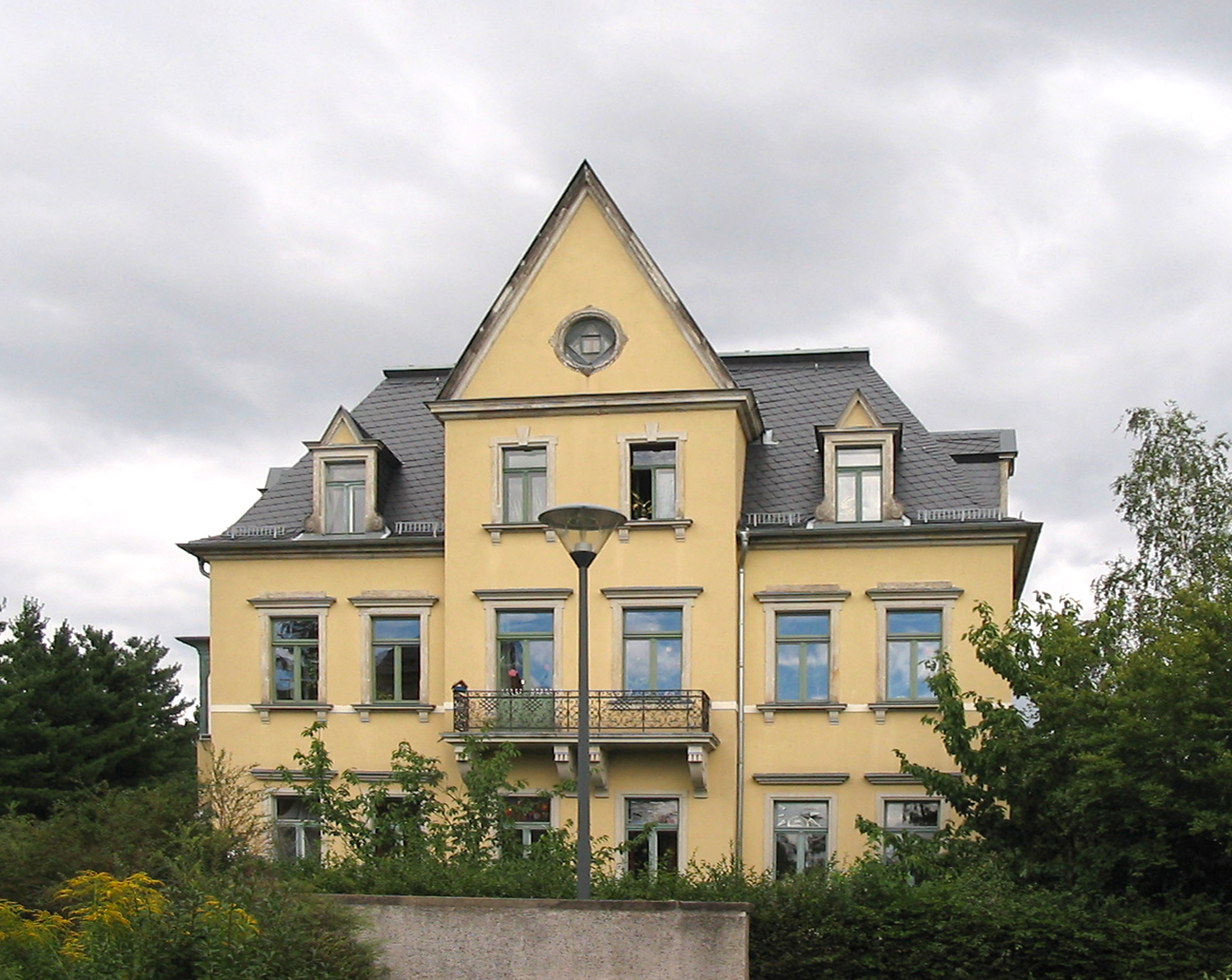
Ehemaliges Oberlößnitzer Rathaus (1900–1934)

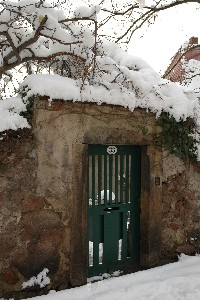
Eingangstor auf der Weinbergstraße 33

Prägend für den Stadtteil ist das Landschaftsschutzgebiet, das mit seinen trockengesetzten Weinbergsmauern 1999 insgesamt als Historische Weinberglandschaft Radebeul auch unter Gebietsdenkmalschutz gestellt wurde. Dieses zieht sich von Oberlößnitz im Osten über Niederlößnitz und Naundorf bis hin nach Zitzschewig.

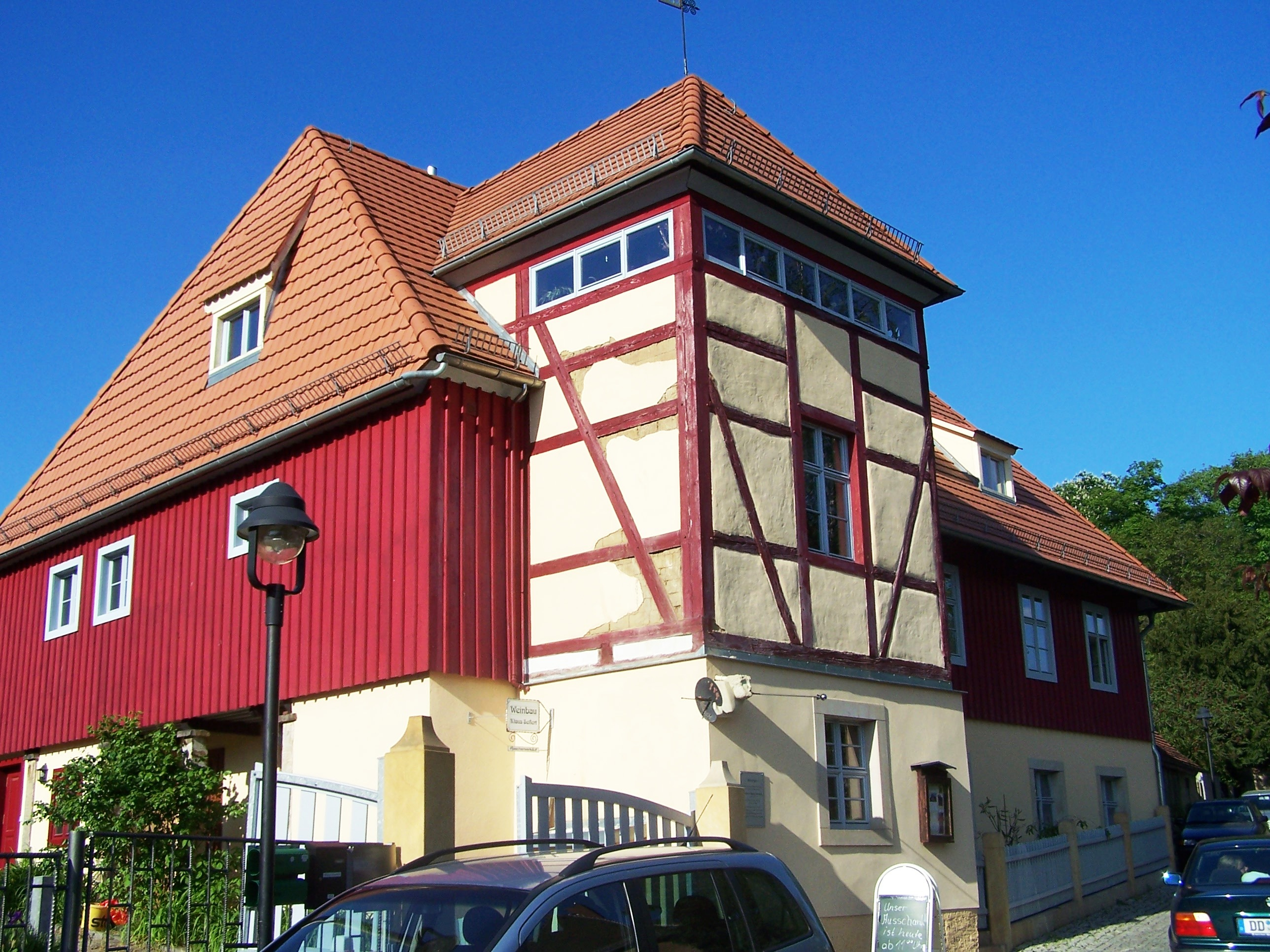
Retzschgut

Als denkmalpflegerische Sachgesamtheit findet sich in Oberlößnitz die Hoflößnitz einschließlich der Weinbergsflächen links (Goldener Wagen) und rechts der Spitzhaustreppe sowie weiter nach Osten bis einschließlich Bismarckturm und Spitzhaus. Eine weitere solch großflächige Sachgesamtheit bildet das Anwesen des Bilz-Sanatoriums bis hin zum Mäuseturm im Osten, einschließlich des ehemaligen Parkgeländes bis zur Hangkante bei Wahnsdorf im Norden. Als kleinere Gesamtheit gilt das Anwesen des Hauses Steinbach bis zur Weinbergstraße im Norden.
Die Sachgesamtheit der Hoflößnitz einschließlich der Weinberge zählt genauso wie das Anwesen von Haus Steinbach auch als Werk der Landschafts- und Gartengestaltung. Als solche zählen auch die Gärten des unmittelbar benachbarten Haus Sorgenfrei, der Villa Sommer im benachbarten Augustusweg 44 sowie der Villa Sonnenhof in der Eduard-Bilz-Straße 46. Weiter im Osten zählt dazu das Anwesen des Jägerbergs bis hoch knapp unterhalb der auf der Hangkante gelegenen Blechburg (bereits auf Wahnsdorfer Flur) und einschließlich des später abgetrennten Grundstücks der Meyer-Villa. Als Werke der Landschafts- und Gartengestaltung zählen auch das Landhaus Kurt Albrecht im Augustusweg 82 und der Lindenhof in der Maxim-Gorki-Straße 18. Weiter im Westen liegen die Gartenanlagen der Villa und Landhaus Anna Zischer in der Bennostraße 27a/29, von Haus Leonhardt in der Bennostraße 7 sowie des Landhauses von Christian Gottlieb Ziller, des Vaters der Gebrüder Ziller, die in jenem Haus aufwuchsen.
Mehrere Anwesen in Oberlößnitz sind zusätzlich bei den denkmalpflegerischen Nebenanlagen aufgeführt. Nicht weit entfernt vom Spitzhaus ist dies der Birkenhof in der Spitzhausstraße 28, südlich davon das Haus Jordan in der Weinbergstraße 26 sowie die Gartenanlage des Meinholdschen Turmhauses. Weiter im Osten zählen dazu die Villa Oswald Haenel und auf der gegenüberliegenden Straßenseite das Weinbergsanwesen des Bennoschlösschens, die Villa Carl Hugo Haußhälter in der Hauptstraße 53 sowie Haus Breitig.
Zahlreiche Winzerhäuser oder Weinbergsgebäude sind in der Oberlößnitz zu finden, beispielsweise das  älteste erhaltene Herrenhaus Bennoschlösschen im Renaissancestil sowie das Haus Sorgenfrei im Dresdner Zopfstil/Frühklassizismus, aber auch das Haus in der Sonne, das Haus Lorenz, das Retzschgut und das Haus Hermannsberg mit der Cikkurat. Aus dem architektonischen Rahmen fällt das Rundhaus im Augustusweg. Das ehemalige Oberlößnitzer Rathaus steht weiter im Süden in der Hauptstraße. An der nordöstlichen Grenze zu Boxdorf steht in der Haidebergstraße 20 das ehemalige Kurhaus Wettin.

## Persönlichkeiten
- Friedrich Eduard Bilz (1842–1922), Naturheilkundler
- Adolf Hohneck (1810–1879), Landschaftsmaler, Lithograph und Grafiker
- Moritz Retzsch (1779–1857), Maler und Winzer

### Gemeindevorstände und Bürgermeister, Gemeindeverordnete

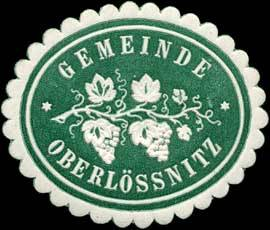
Ehemalige Briefverschlussmarke der Gemeinde Oberlössnitz

In über 90 Jahren waren lediglich sechs Gemeindevorstände / Bürgermeister für Oberlößnitz tätig. Anlässlich des 25-jährigen Dienstjubiläums von Bruno Hörning, der seit 1904 hauptamtlicher Gemeindevorstand und seit 1923 Bürgermeister war, erhielt 1929 der Hörningplatz seinen Namen.
- 1839–1857: Johann Gottlieb Findeisen
- 1857–1875: Friedrich Wilhelm Jentsch
- 1875–1879: Gottlieb Fährmann
- 1879–1892: Friedrich Wilhelm Schönert
- 1892–1904: Friedrich Wilhelm Gläser
- 1904–1933: Bruno Hörning (1868–1935)

Im Jahr 1933 war der Architekt Alfred Tischer Gemeindeverordnetenvorsteher von Oberlößnitz. Zur gleichen Zeit war auch sein Architekten-Kollege Martin Hammitzsch Gemeindeverordneter.